# Breitling
La Breitling SA è un'azienda svizzera di orologi di lusso fondata nel 1884 a Saint-Imier dall'ingegnere svizzero Léon Breitling con lo scopo di creare cronometri e strumenti per orologiai.

## Storia

### La nascita e il primo successo (1884-1930)
L'azienda nasce nel 1884 da Léon Breitling (1860-1914), il quale apre uno stabilimento a Saint-Imier. Già nel 1892 la sede viene trasferita in un altro centro dell'orologeria svizzera: La Chaux-de-Fonds. A seguito del trasferimento in questa località, il fondatore ribattezzò l'azienda "L. Breitling, Montbrillant Watch Manufactory", ed il nome Montbrilliant, riferito ad una piccola strada sul retro della nuova sede aziendale, verrà utilizzato anche in futuro per identificare diversi orologi della maison.

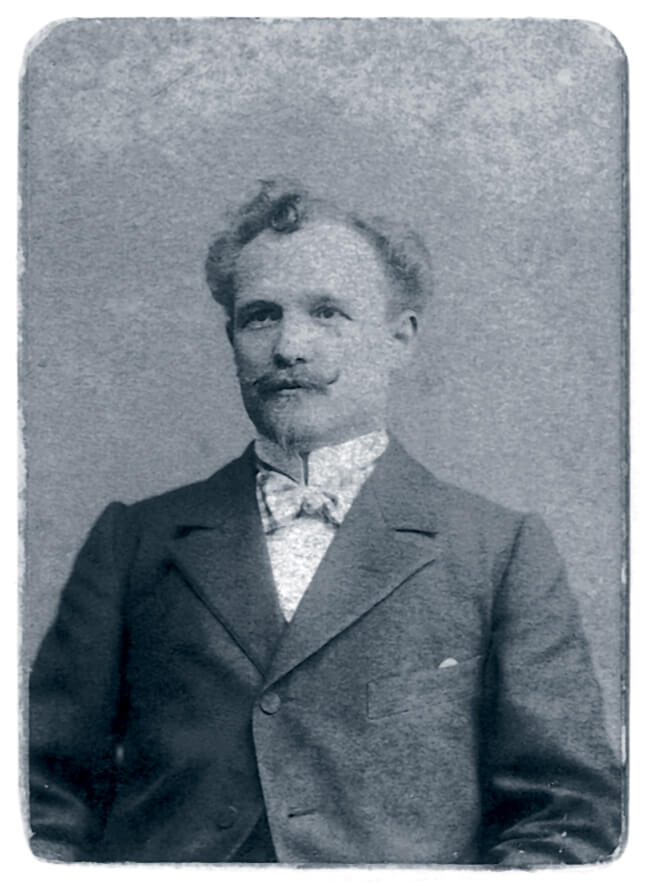
Fotografia di Léon Breitling, fondatore dell'azienda

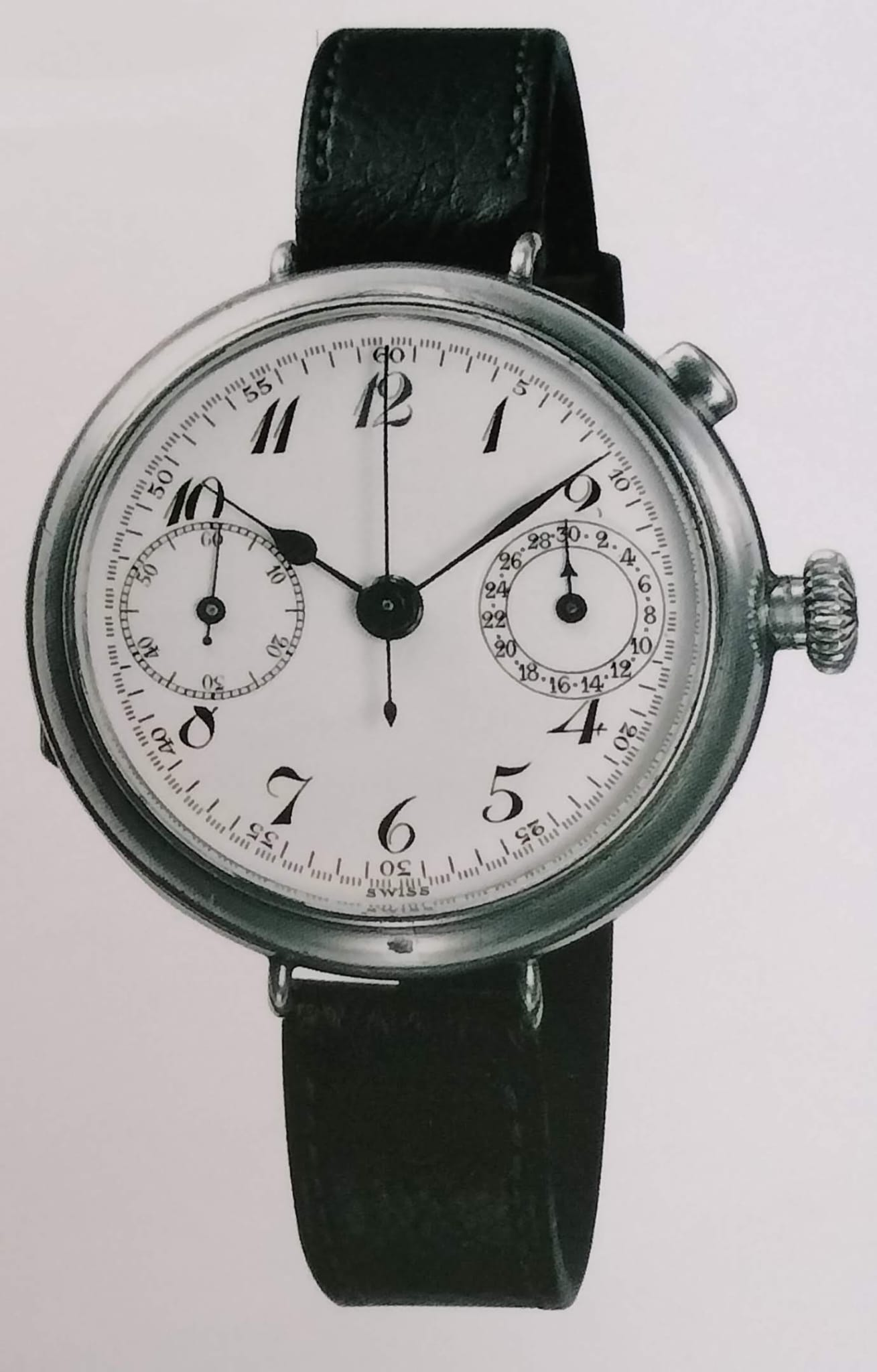
Antico cronografo Breitling da polso monopulsante

Ancor prima della fine del secolo l'azienda aveva già una certa nomea nella realizzazione di cronografi, tanto che fu una delle prime a realizzare un cronografo anche da polso: infatti nel 1915 ne viene presentato uno monopulsante. L'anno precedente a Léon succedette il figlio Gaston, fiducioso nella diffusione dell'orologeria da polso. Nel 1923 invece fu brevettato un cronografo con due pulsanti, così da consentire la ripartenza al cronografo dal punto in cui si era interrotta la misurazione, senza dover necessariamente resettare il cronometraggio. In particolare il pulsante di reset era coassiale alla corona di carica. Fu così che tra gli anni Venti e Trenta si diffusero i primi cronografi da polso Breitling con due pulsanti separati per regolare le funzioni di avvio e di arresto delle funzioni cronografiche. Nel 1927 Gaston Breitling muore prematuramente.

### La fornitura di strumenti di bordo (1930-1940)

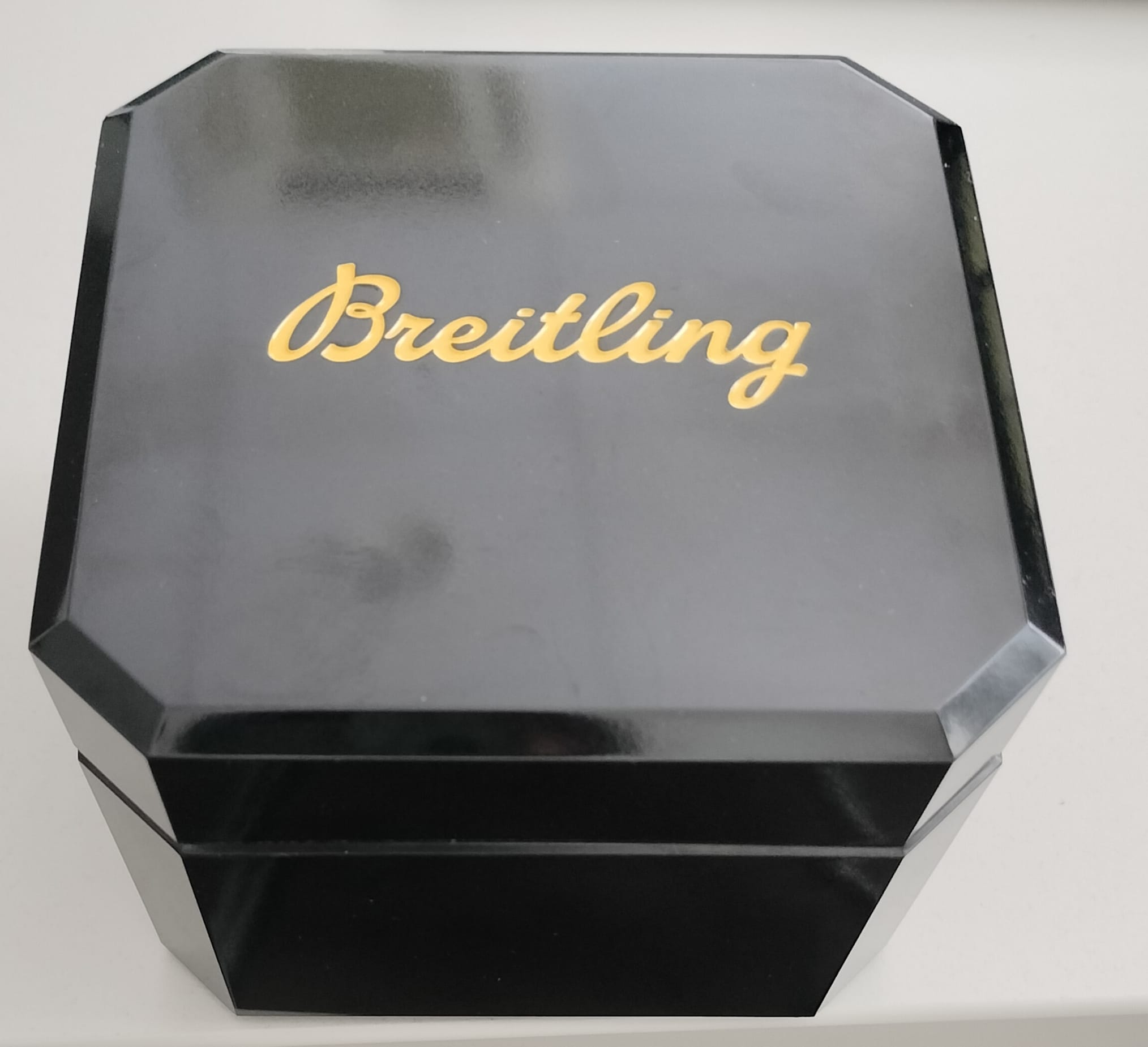
Scatola Breitling in bachelite

Il figlio di Gaston, Willy (nipote del fondatore), prende la guida dell'azienda qualche anno più tardi, nel 1932. Willy Breitling perfeziona la separazione dei pulsanti cronografici, eliminando quello coassiale alla corona di carica e collocandone uno ad ore 2 e l'altro ad ore 4, ridefinendo l'estetica del cronografo che è stata mantenuta tutt'oggi. Risalgono al 1934 le prime pubblicità dei nuovi cronografi del marchio.
I cronografi vennero inoltre anche adottati come strumentazione di bordo per aerei militari, come ad esempio per quelli della RAF. La sempre crescente richiesta di orologi per l'aviazione, non solo militare, ma anche civile, porta Willy Breitling a decidere di fondare la Huit Aviation Department, un dipartimento specializzato nella realizzazione di questi strumenti di bordo, così chiamata per via della riserva di carica di otto giorni dei propri strumenti ("huit" in francese significa "otto).
Negli anni Quaranta viene applicato il primo regolo calcolatore ad un cronografo. A differenza di quanto si possa comunemente pensare, il regolo calcolatore viene montato sul modello ribattezzato Chronomat, e solo successivamente sul Navitimer, nato una dozzina di anni più tardi.

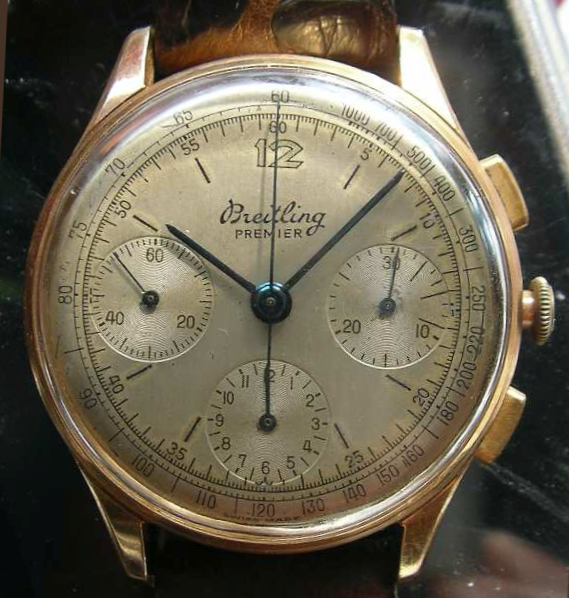
Breitling Premier ref. 734 cronografo, risalente agli anni Cinquanta

Sempre negli anni Quaranta si diffonde anche la collezione Premier, che contraddistingue cronografi dall'impostazione più classica e per utilizzo civile. Qualche anno più tardi i cronografi Premier integreranno anche la complicazione del datario, e verranno ribattezzati Premier Datora. I movimenti utilizzati erano forniti dall'azienda svizzera Venus, specializzata proprio nella realizzazione di calibri cronografici.
A fianco della linea Premier e Chronomat, entrambi cronografi, si sviluppano anche alcuni orologi solotempo, taluni dei quali impermeabili e ribattezzati Etanche (in italiano "impermeabile").
Un altro cronografo importante per Breitling, datato sempre metà anni Quaranta, è il Duograph, il primo cronografo della Maison con funzione sdoppiante, cioè in grado di cronometrare simultaneamente due eventi di diversa durata.

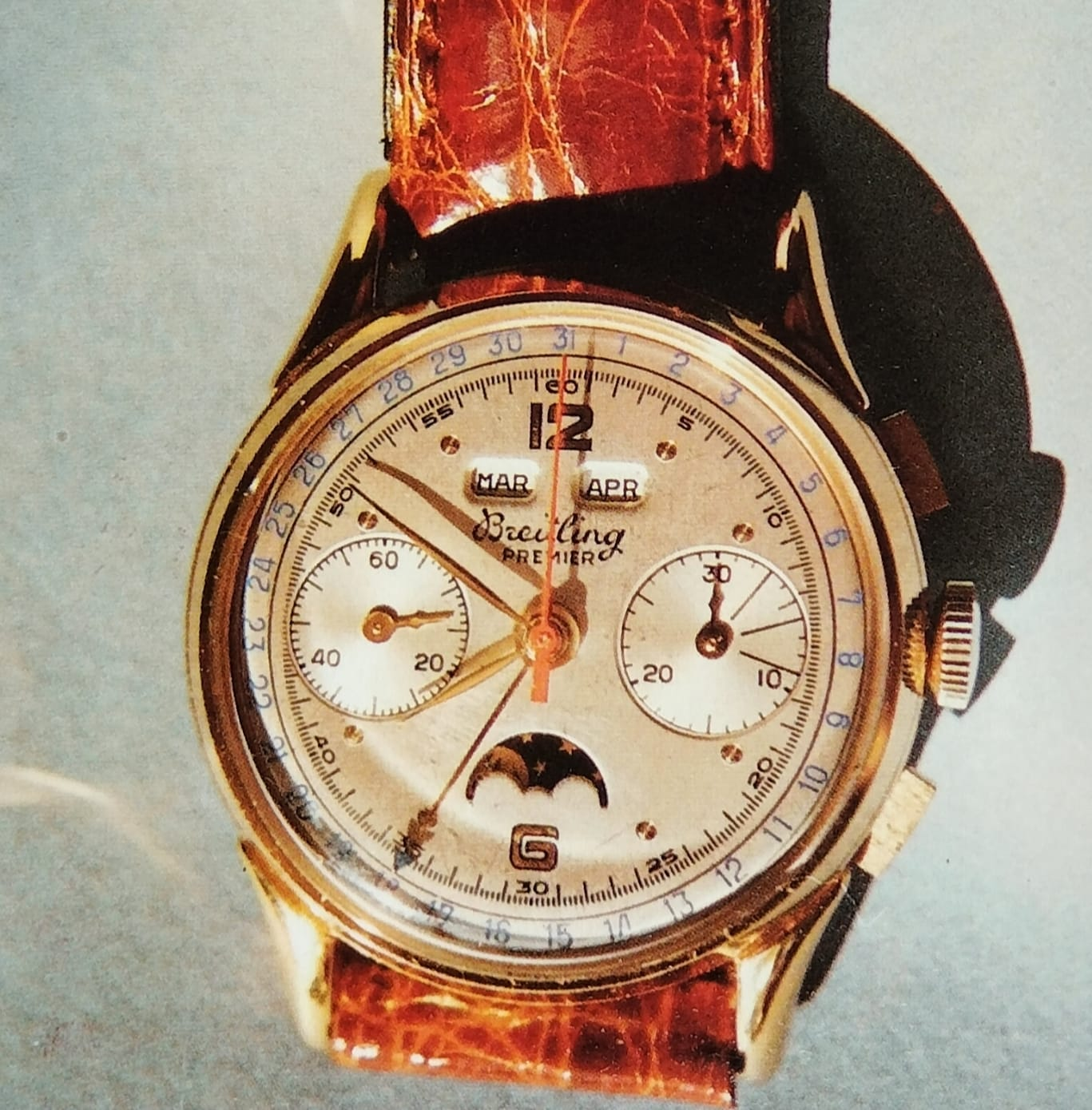
Breitling Premier Datora cronografo con calendario, anni '50

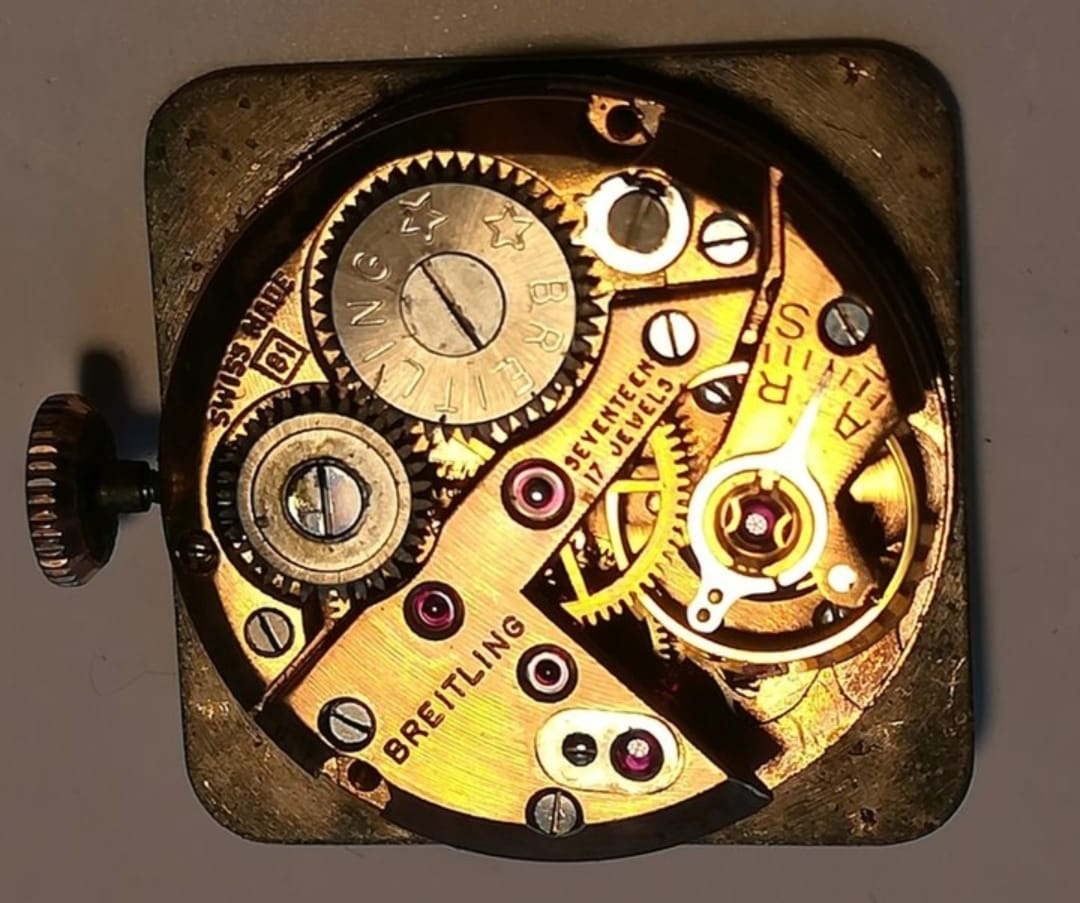
Movimento FHF personalizzato da Breitling, fine anni Quaranta

Dopo la Seconda guerra mondiale anche le forze marittime degli Stati Uniti d'America chiesero a Breitling di produrre orologi per i capitani delle navi da guerra americane.

### La nascita del Navitimer, del Co-Pilot e del SuperOcean (1950-1960)
Nel 1952 nasce il Breitling Navitimer (ref. 806), dotato di regolo calcolatore sulla lunetta. Il suo obiettivo era quello di poter fornire un facile sistema di calcolo per i piloti di aerei di linea e militari per conoscere il consumo di carburante, la velocità media di viaggio, quella ascensionale e la distanza percorsa. Ben presto il segnatempo diviene il modello prescelto dall'AOPA (Aircraft Owners and Pilots Association), ed è per questo motivo che le più vecchie referenze di Navitimer (almeno fino alla fine degli anni Cinquanta) non hanno il classico logo Breitling sul quadrante, bensì solamente quello dell'AOPA. Tra la fine degli anni Cinquanta e i primi Sessanta la ref. 806 viene perfezionata, modificando il colore dei subdials (rendendoli bianchi a contrasto), al fine di migliorare la visibilità e viene modificata la ghiera girevole, per consentirne una migliore presa anche con i guanti. Il calibro incassato è lo svizzero Venus 178 di fornitura.
Il Navitimer ottiene grande successo e viene così declinato in più versioni. Nel 1962 Breitling ne realizza una speciale per l'astronauta Scott Carpenter: si tratta di un modello con indicazione sul quadrante delle 24 ore anziché delle 12 ore. Ciò significa che la lancetta delle ore compie un solo giro dell'intero quadrante nell'arco delle ventiquattr'ore. Lo stesso anno quell'orologio va in orbita proprio al polso di Carpenter: è così che questo modello viene commercializzato con il nome di Navitimer Cosmonaute. Fu questo orologio il primo segnatempo svizzero ad andare nello spazio. Il Navitimer ref. 806 "reverse panda" (con i subdials bianchi) è anche conosciuto come Navitimer "Jim Clark". Nel frattempo anche il logo viene modificato, passando dallo stemma dell'AOPA a due code di due jet (logo noto anche come "twin jet").

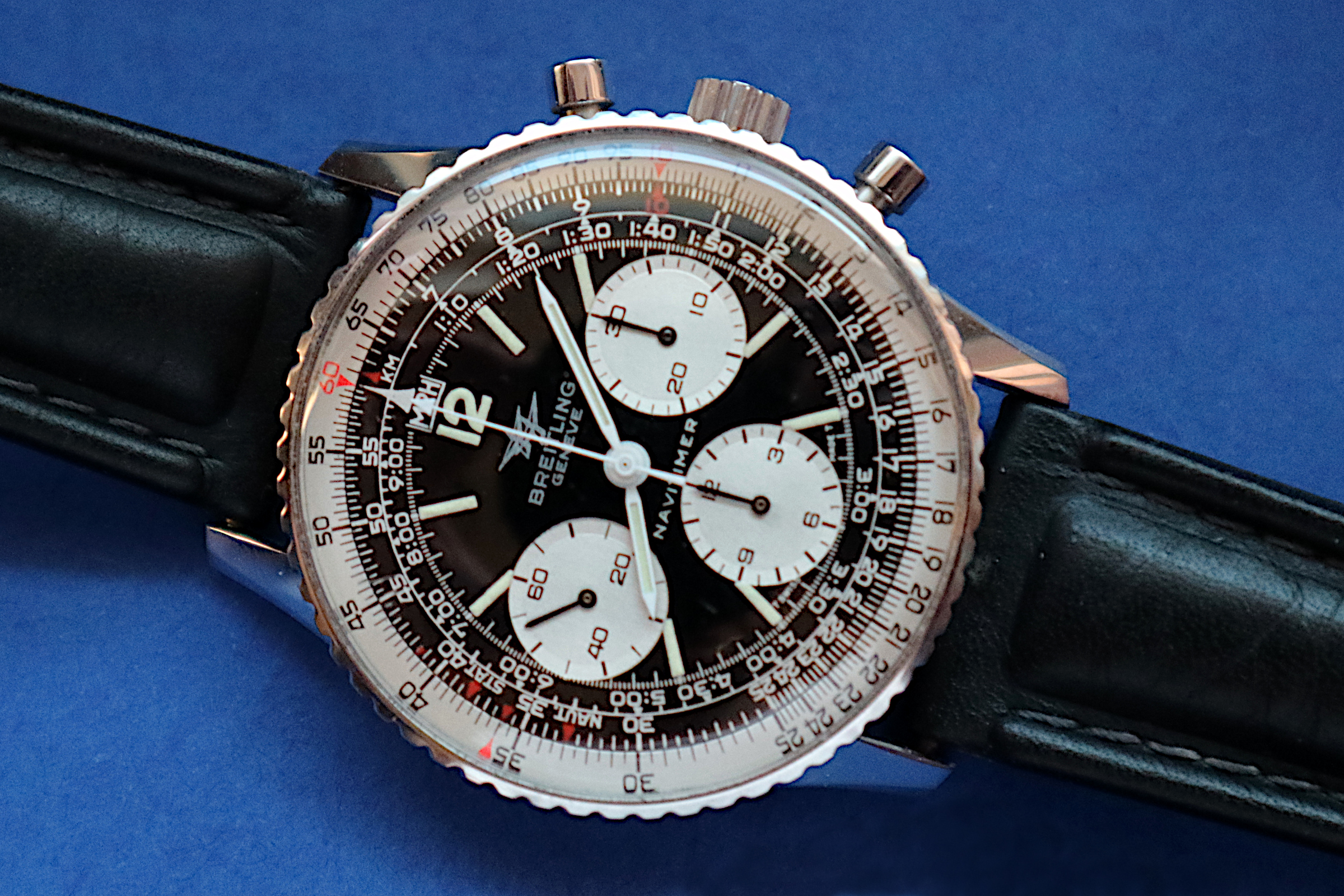
Breitling Navitimer ref. 806 risalente agli ultimi anni di produzione di questa referenza, con logo Breitling raffigurante le due code dei jet (logo "twin jet")

A fianco del Navitimer, in dotazione ai piloti, viene presentato il Co-Pilot, un cronografo che si ispira esteticamente agli strumenti di bordo. Come per il Navitimer, anche il Co-Pilot nel corso dei decenni viene interpretato in numerose varianti.

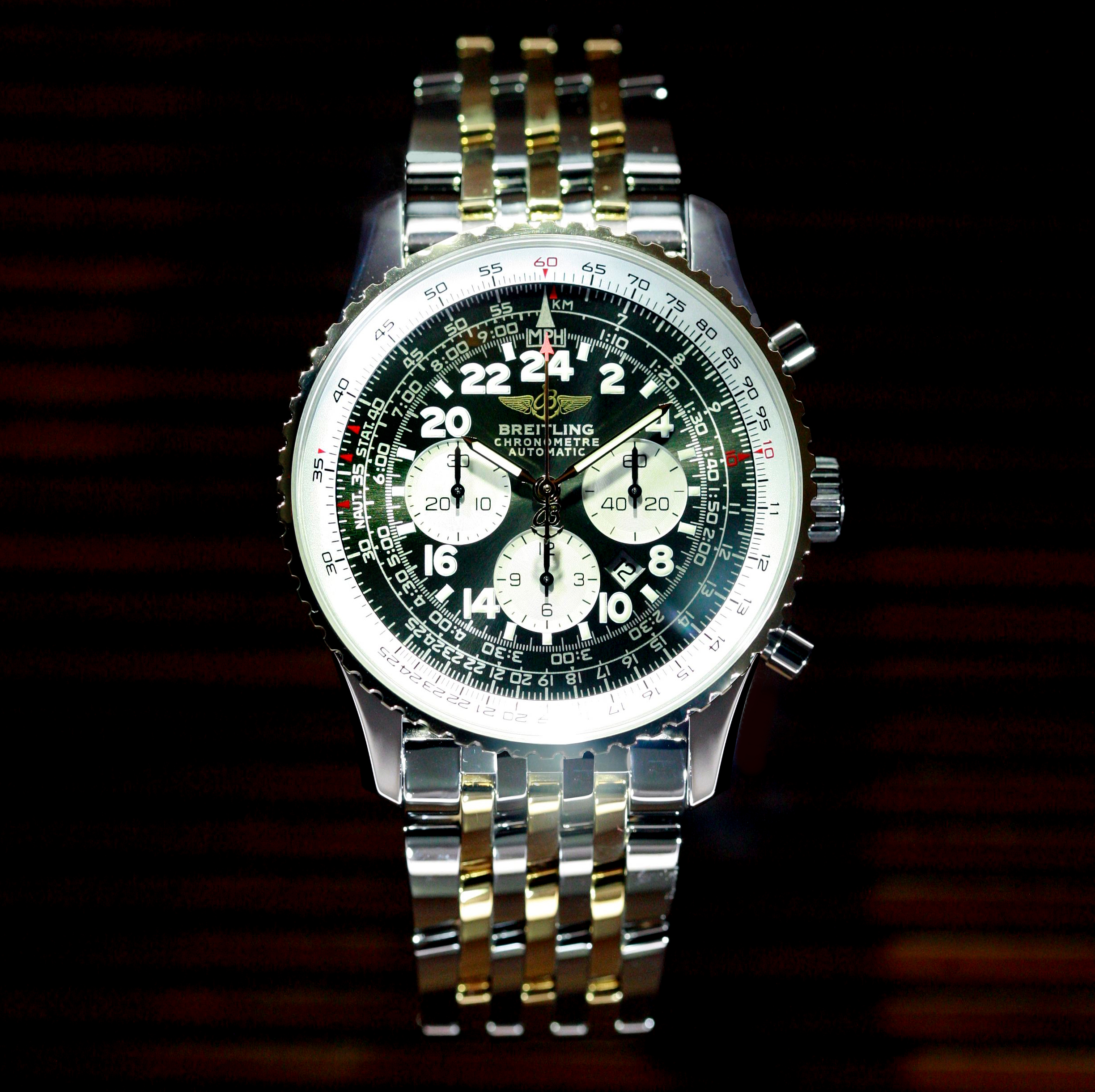
Breitling Navitimer Cosmonaute ref. D22322, metà anni Duemila. Il quadrante presenta una lettura dell'orario su 24 ore

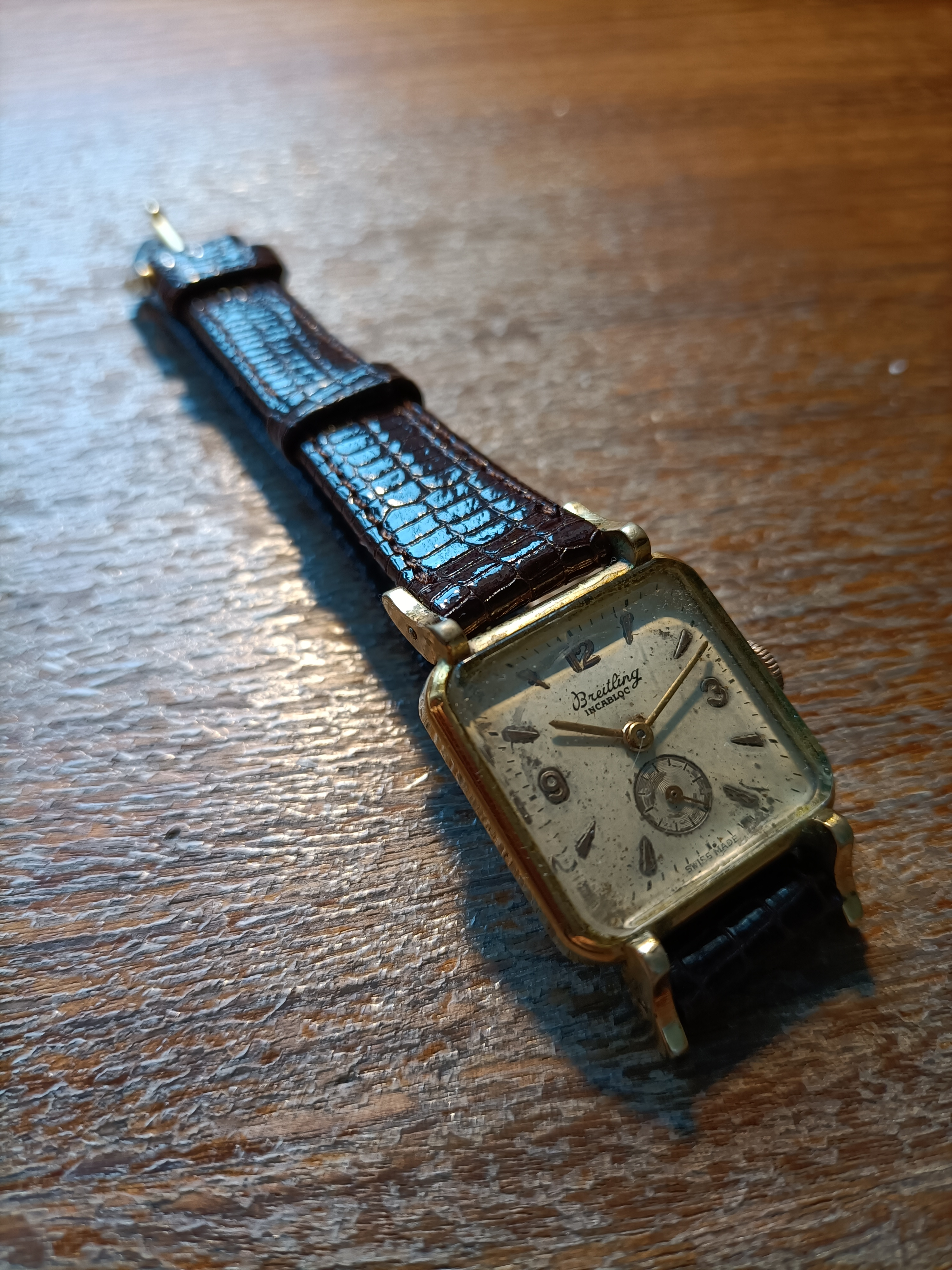
Breitling da donna a carica manuale, seconda metà anni Quaranta

Nel 1957 viene invece presentato anche il primo orologio subacqueo della casa, il SuperOcean, che quell'anno debutta in versione solotempo (ref. 1004, con movimento Felsa) e crono (ref. 807, movimento Venus).

### Il cronografo automatico (1965-1970)
A metà anni Sessanta viene presentata la linea Top Time.
Nel 1969 Breitling, unita in un consorzio ribattezzato Chronomatic, insieme ad Hamilton, Heuer-Leonidas, Buren e Dubois-Depraz, realizza uno dei primi calibri cronografici dotati di movimento automatico, con la particolarità che si trattava di un movimento modulare, cioè il calibro era un assemblato di un solotempo a cui era stato aggiunto un modulo cronografico. Ciò faceva sì che la corona di carica fosse posizionata al 9, opposta ai due pulsanti cronografici che invece si trovavano come di consueto a ore 2 e 4. Il movimento Chronomatic trova dunque alloggiamento in diversi segnatempo dell'azienda, tra cui la nuova generazione del Navitimer, con referenza 1806. In questa seconda generazione, il Navitimer cambia estetica in modo piuttosto radicale: assume dimensioni assai generose (cassa da 48 mm) e riduce molto la lunghezza delle anse. Al fianco del Navitimer automatico, viene mantenuta anche la versione manuale (ref. 816), che però adotta le linee più anni Settanta della controparte con massa oscillante, con la differenza di mantenere la corona di carica a ore 3 (la versione meccanica monta ancora il calibro Venus 178 già incassato nella storica ref. 806 del 1952).

### La crisi e la rinascita (1970-1990)
La rivoluzione che il quarzo ha portato nell'industria orologiera ha coinvolto anche Breitling, la quale ha continuato a produrre orologi meccanici (il Navitimer viene nuovamente affiancato da una versione da 41 mm, più in linea con la tradizione, in versione automatica - ref. 8806, e manuale - ref. 7806), adoperando tuttavia anche i movimenti al quarzo al fine di ottenere rilevazioni cronografiche più precise. Tuttavia la crisi che ha colpito in massa l'orologeria meccanica non risparmia neppure Breitling, la quale viene ceduta dall'allora proprietario Willy Breitling (nipote del fondatore Léon) a Ernest Schneider nel 1979, proprietario del marchio orologiero elvetico Sicura.
Nel 1983 entra in produzione il SuperOcean Deep Sea (ref. 81190), con impermeabilità fino a 1000 metri anche grazie all'utilizzo della valvola di fuoriuscita dell'elio.
Nel 1984 la casa celebra il centesimo compleanno rilanciando il modello Chronomat (ref. B13048), completamente rivisitato nelle sue vesti, dal momento che la sua natura tecnica era stata nel frattempo assorbita dal Navitimer. Il Chronomat allora viene reinterpretato come cronografo sportivo, ma più adatto alla vita di tutti i giorni, alimentato dal movimento a carica automatica Valjoux 7750. L'estetica diventa ben presto riconoscibile in quanto viene proposto con il bracciale rouleaux, che, insieme all'aviator di qualche anno più recente, diventerà un segno distintivo di Breitling. Altra caratteristica del modello è quella dei cosiddetti cavalieri che sormontano la lunetta. Uno dei primi modelli Chronomat anni Ottanta è stato quello realizzato per le Frecce Tricolori. Il rilancio del Chronomat passa anche per la realizzazione di una versione personalizzata per il team Renault F1.

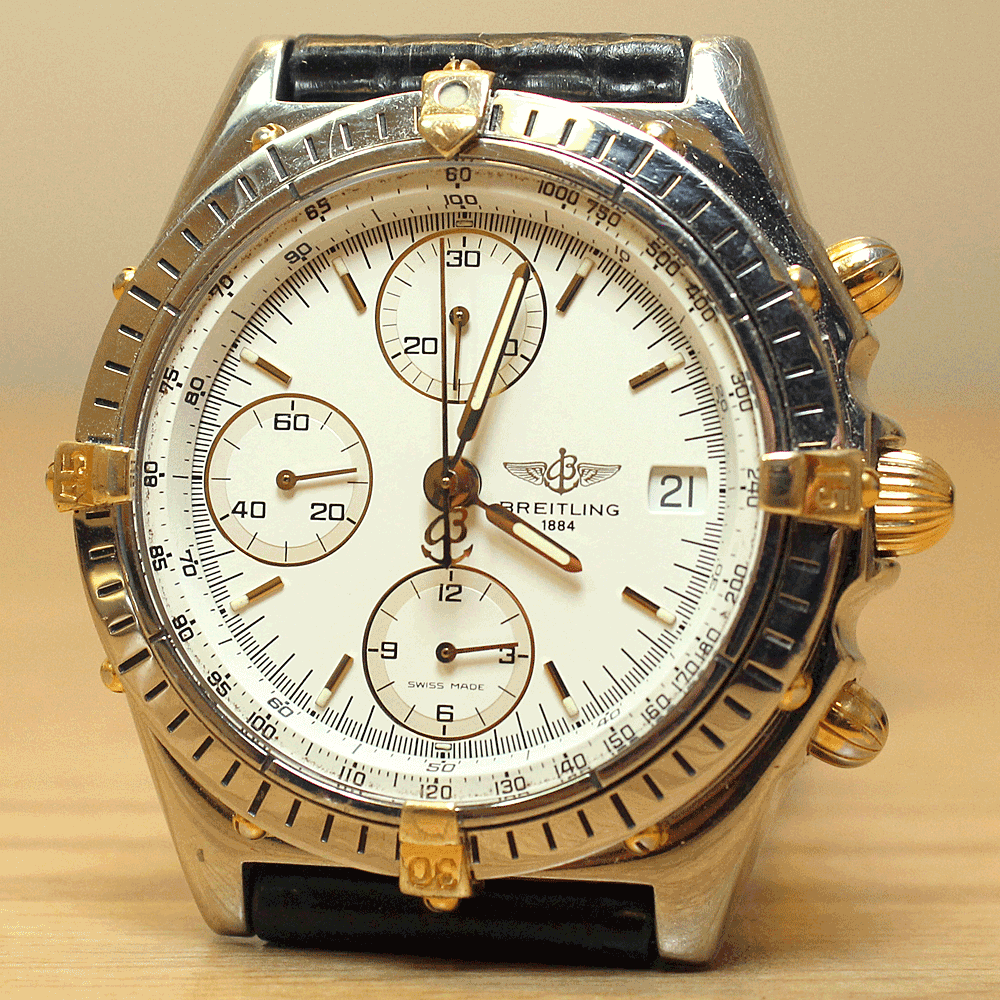
Breitling Chronomat ref. B13050 risalente a metà anni Ottanta

La linea Chronomat si è poi arricchita anche di modelli peculiari, come lo Yachting, il quale consentiva, nel subdial a ore 12, di visualizzare i 10 minuti prima dell'inizio della regata. Questa generazione di Chronomat è rimasta in produzione fino al 1996. Un altro modello per velista era il Tabarly, orologio al quarzo con bracciale integrato e lunetta a bussola. Era così chiamato in quanto testato e approvato dal velista Éric Tabarly.
Sempre negli anni Ottanta si aggiorna l'estetica del Navitimer, che debutta nella nuova generazione con la ref. 81600, che incassa il calibro Lemania 1873 (celebre per essere incassato come Omega 861 nello Speedmaster), il quale perde lo smistamento cronografico con ruota a colonne per adottare, invece, le camme.

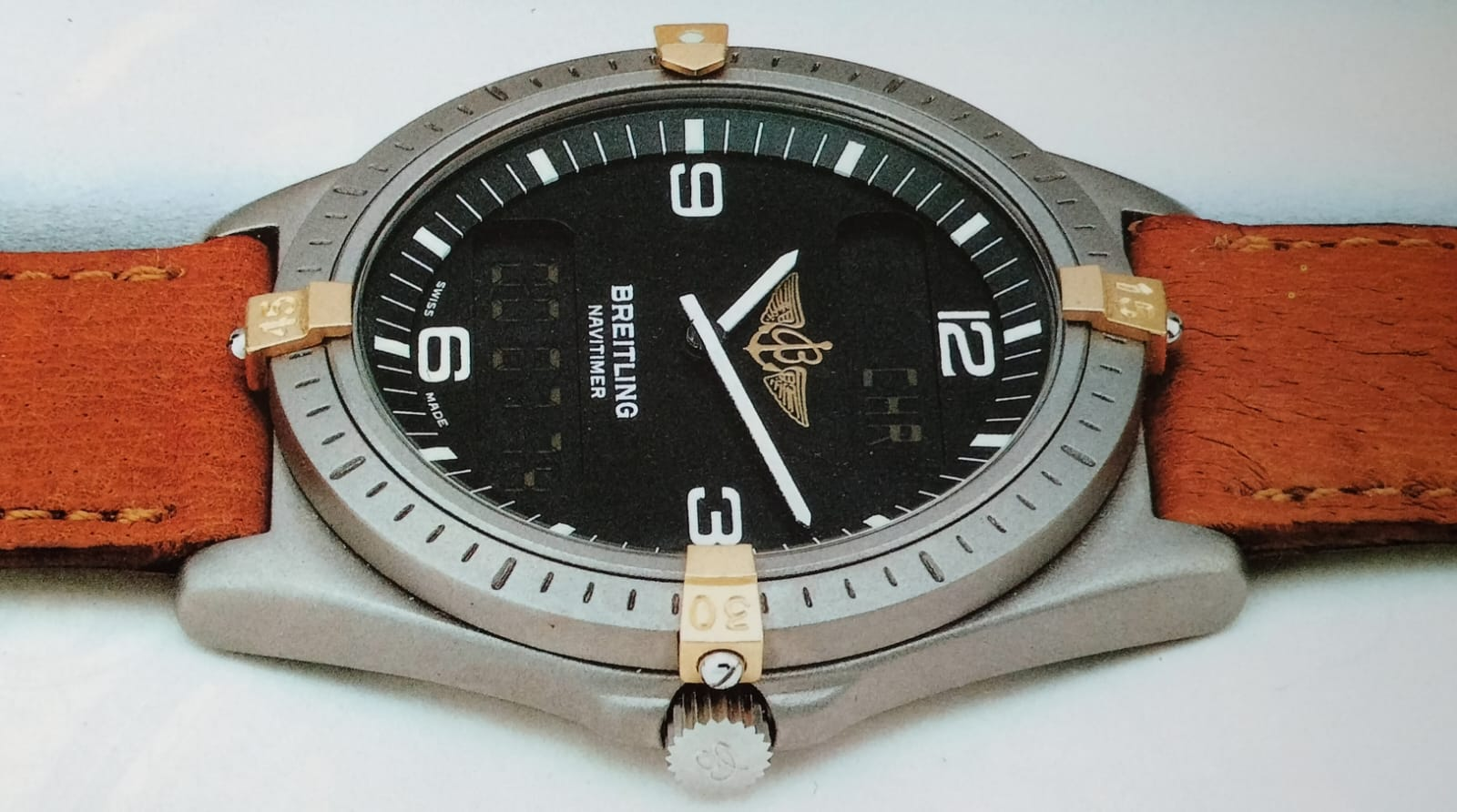
Breitling Navitimer Aerospace ref. 80360 al quarzo con doppio display LCD, lanciato nel 1985.

L'impiego del movimento al quarzo dà i suoi frutti invece nel modello Navitimer Jupiter ref. 80190 e Navitimer Aerospace, in titanio, dotato di quadrante analogico e digitale, in grado di garantire molteplici funzioni come quella di cronografo, conto alla rovescia, allarme, eccetera. Il tutto gestito dal movimento al quarzo ETA 988.333. Questo orologio è stato proposto sul mercato nel 1985. La lunetta dell'Aerospace è caratterizzata dagli stessi cavalieri tipici della lunetta del Chronomat. 
L'estetica del Chronomat viene ripresa anche nel solotempo Antares. Inoltre il successo del Chronomat ha favorito anche la nascita del Callisto, presentato in versione solotempo (al quarzo) e cronografo: quest'ultimo era assai simile al Chronomat, ma si distingueva per il movimento a carica manuale anziché automatico (anziché montare un Valjoux 7750 adottava il calibro Breitling B11, un derivato del Lemania 1873), e i sottoquadranti erano disposti ad ore 3, 6 e 9 anziché essere in posizione 6, 9 e 12 come sul Chronomat.
A fine anni Ottanta viene presentata la collezione J Class, dedicata ai velisti. Questa collezione è stata in seguito affiancata e poi sostituita dalla Windrider.

Risale al 1990 il nuovo Navitimer automatico (ref. A13322, chiamato Old Navitimer), prodotto fino al 2003 circa, e dotato di Valjoux 7750 (chiamato internamente Breitling B13) certificato COSC. Inoltre viene lanciato il Navitimer 92 (ref. A30022) con diametro di 38 millimetri.

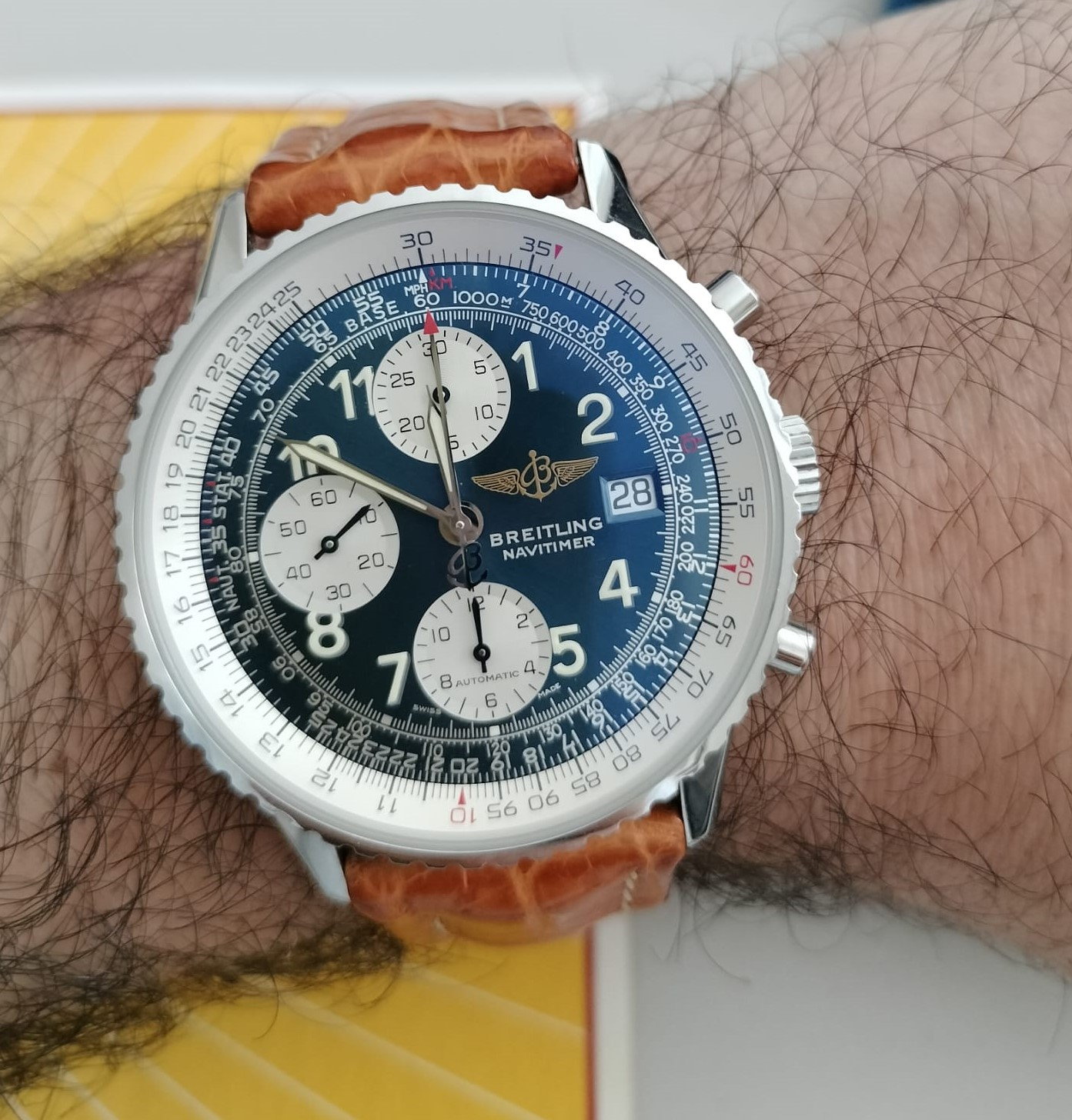
Breitling Old Navitimer ref. A13322 risalente ai primi anni Duemila

Agli inizi degli anni Novanta viene presentato anche il complicato Astromat, cronografo dotato di movimento automatico e calendario perpetuo. Sempre ad inizio anni Novanta viene lanciato sul mercato il bracciale "Pilot". 
Nel 1994 succede Theodore Schneider al padre Ernest nella guida di Breitling.

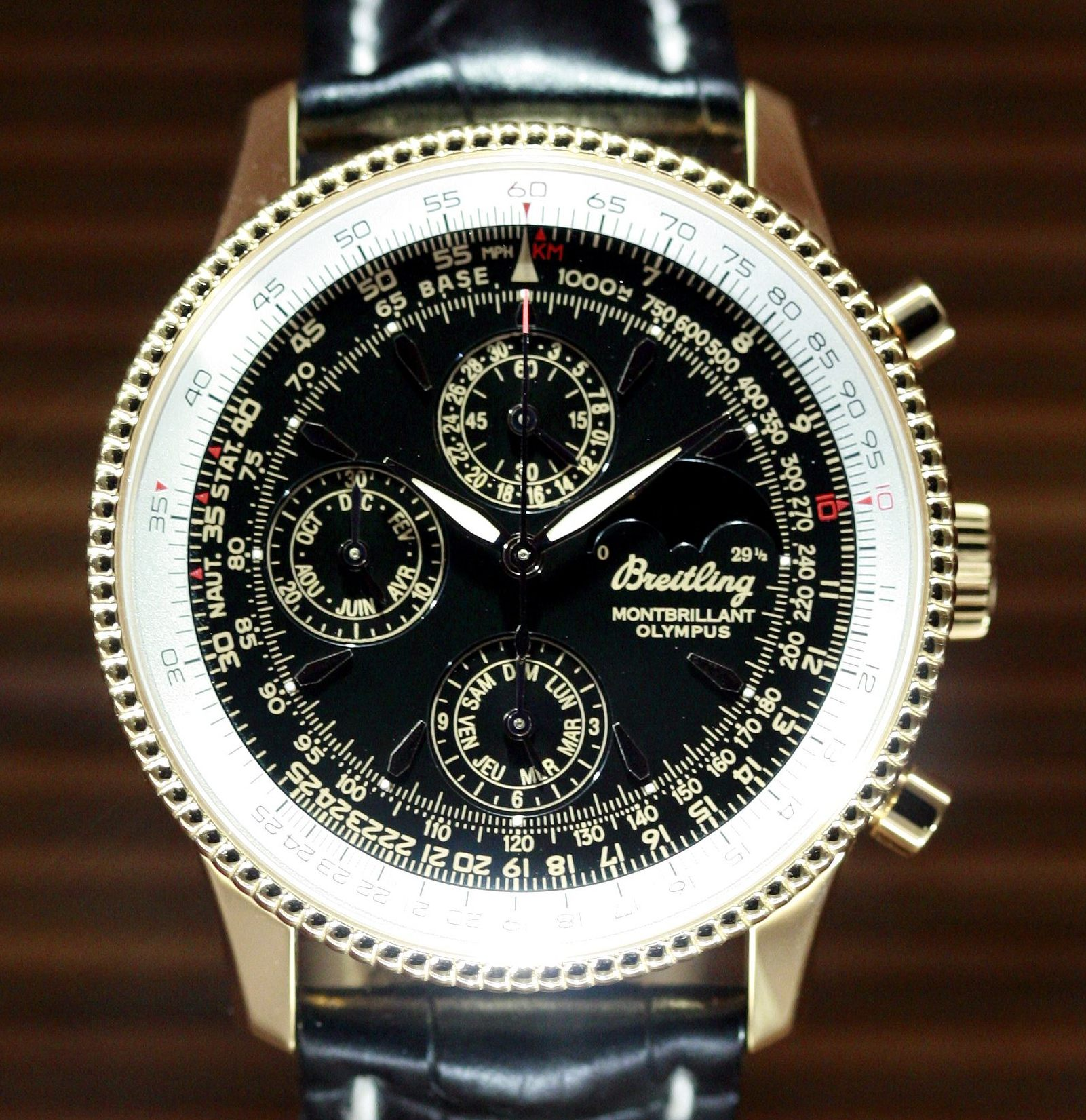
Breitling Navitimer Montbrilliant Olympus ref. R19350 con cronografo e calendario quadriennale, anni Novanta

Nel 1995 viene presentato il primo Breitling Emergency, dotato di micro trasmettitore in grado di lanciare segnali di emergenza. L'antenna del trasmettitore è contenuta in un apposito cilindro in prossimità delle anse inferiori, chiuso con un tappo a vite. Il movimento dell'Emergency è al quarzo e presenta, come il Navitimer Aerospace, due display LCD di forma rettangolare. Questo orologio è stato fornito anche a diversi eserciti in giro per il mondo. Sempre nel 1995 viene presentato il Breitling Navitimer Airborne (ref. A33030), cronografo dotato di calendario su apposito subdial a ore 12. Montava un Breitling B33.
A metà anni Novanta viene presentata anche la nuova generazione di Breitling SuperOcean.

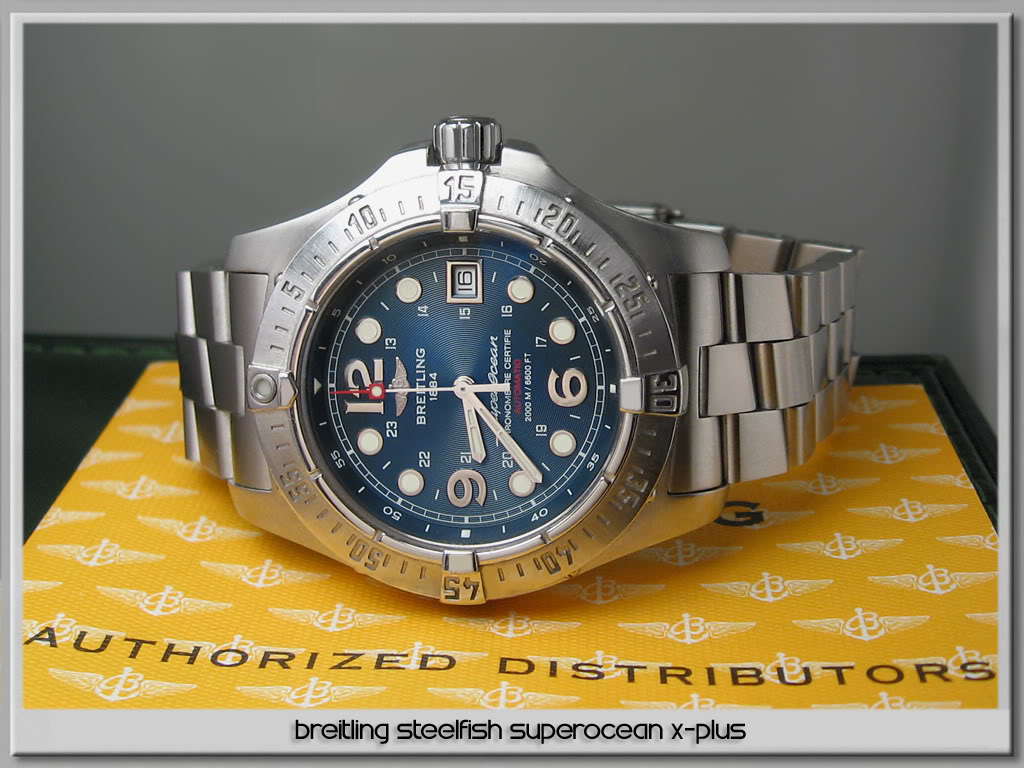
Breitling SuperOcean Steelfish ref. A17390, risalente a metà anni Duemila

Nel 1999 il Breitling Emergency compie un volo su pallone aerostatico intorno al mondo senza scali.

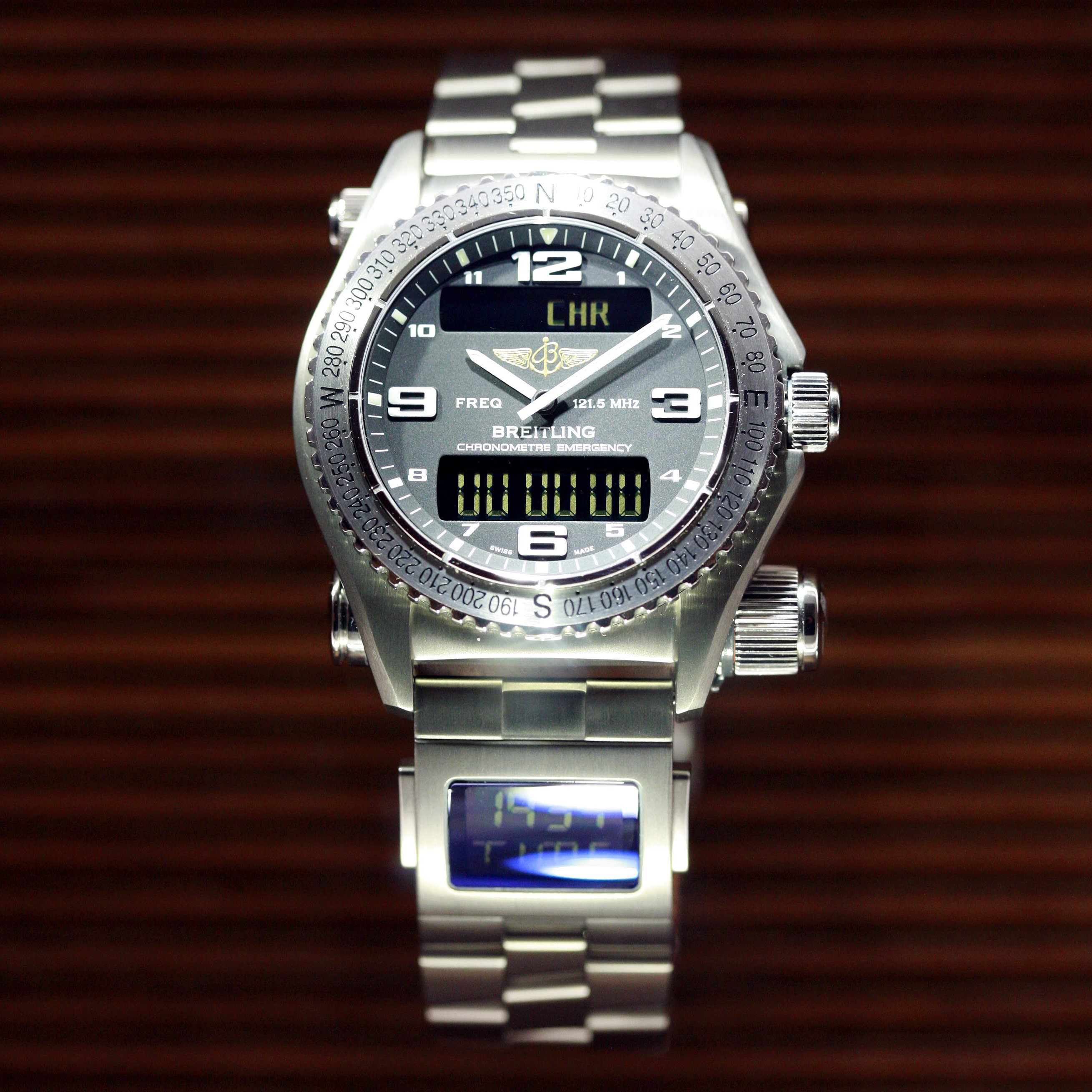
Breitling Emergency di prima generazione, risalente al 1995.

### Attualità

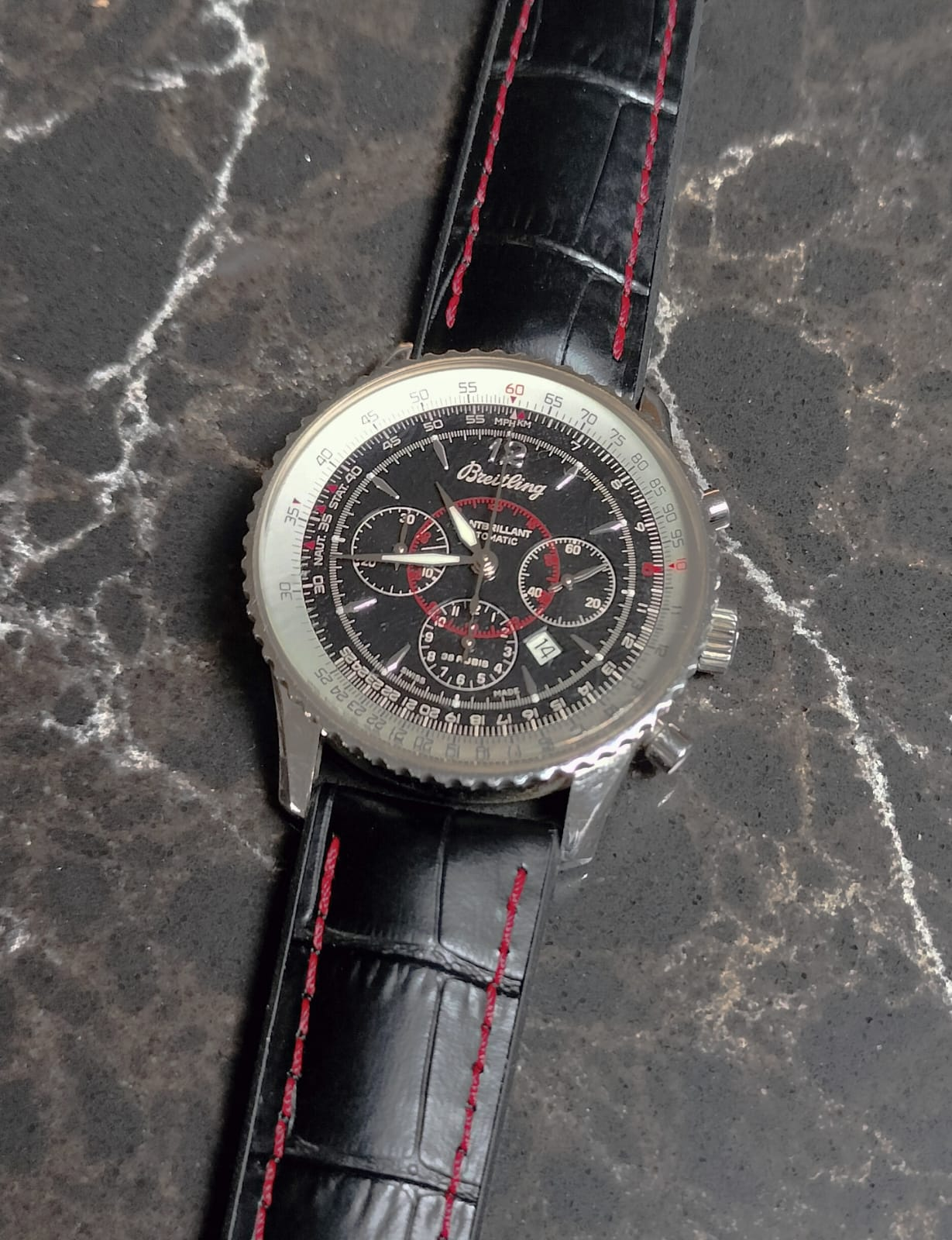
Breitling Montbrilliant ref. A41330, metà anni 2000, che richiama l'estetica del vecchio Chronomat risalente al 1940.. Il nome Montbrilliant deriva da una strada sul retro della sede dell'azienda a Saint-Imier.

Breitling ha sponsorizzato automobili Bentley durante le 24 Ore di Le Mans dal 2001 al 2003. La partnership con Breitling porta anche alla realizzazione di orologi da polso e da cruscotto per i modelli Bentley.

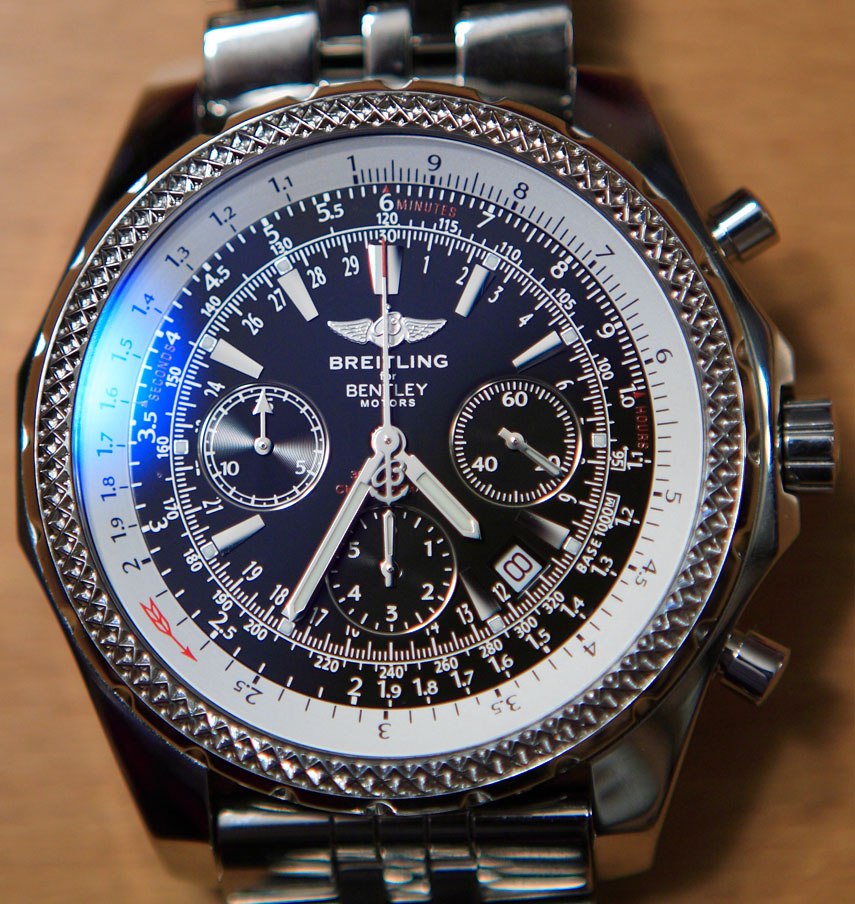
Breitling edizione speciale per Bentley

Nel 2003 il Navitimer ref. A23322 sostituisce il precedente Old Navitimer ref. A13322: la grossa modifica sta nella sostituzione del movimento (oltre che nel nome, che torna semplicemente Navitimer), che passa dal Valjoux 7750 (che prevedeva un'inedita disposizione dei subdials per il Navitimer a ore 6, 9 e 12) al Valjoux 7753 (chiamato Breitling B23), con sottoquadranti al 3, 6 e 9 (come da classico layout).
A metà anni Duemila Breitling ha deciso di riproporre sul mercato cronografi con estetica assai simile ai primi anni Settanta, quando veniva utilizzato il calibro Chronomatic (con corona di carica a ore 9). In questo caso però il movimento utilizzato è il Breitling B41: un ETA 2892-A2 con corona di carica ruotata a sinistra.

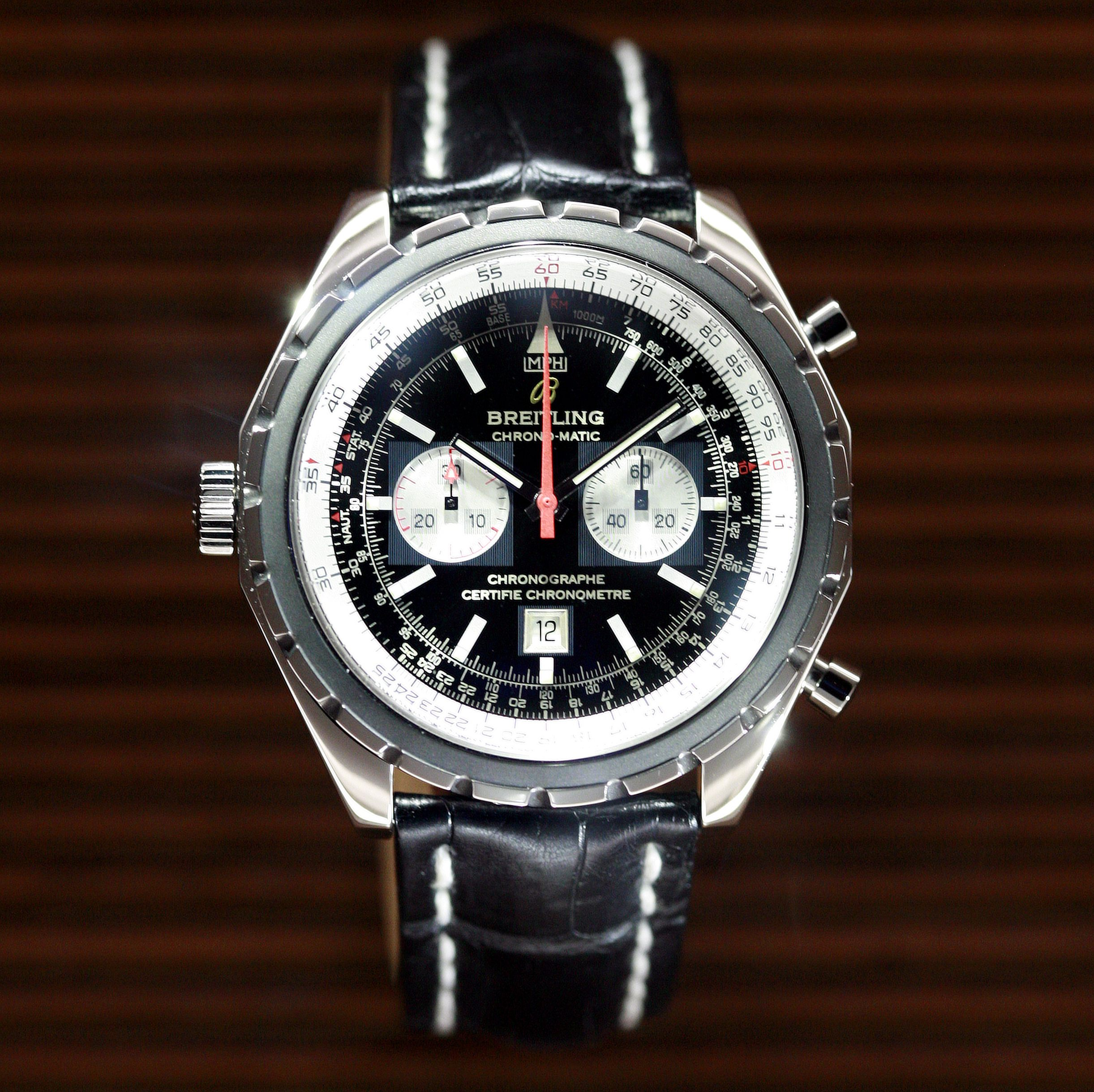
Breitling Chrono-Matic ref. A41360 del 2006 e realizzato per ricordare i primi Breitling cronografi automatici risalenti al 1969

Nel 2007 è stata presentata la collezione SuperOcean Heritage.

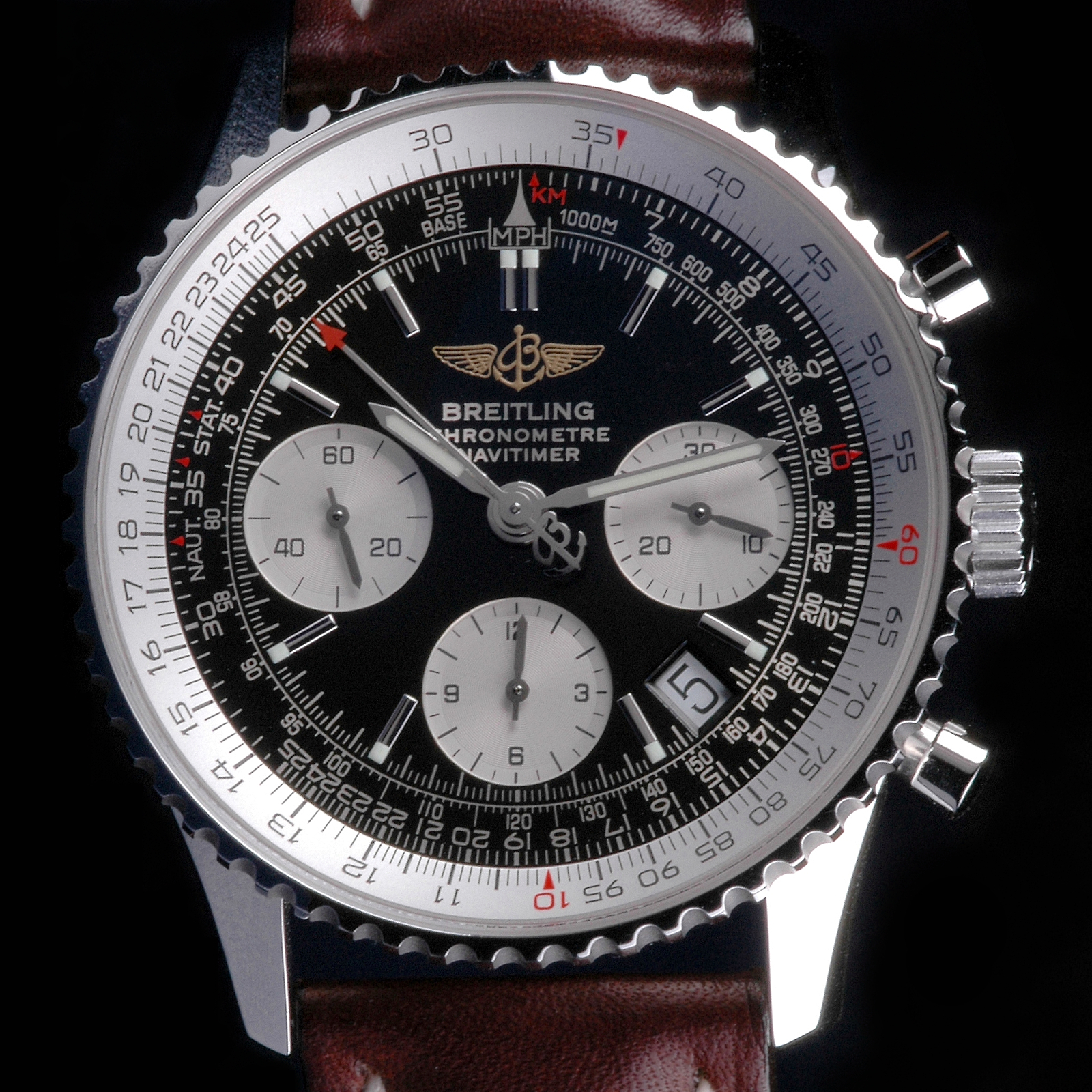
Breitling Navitimer ref. A23322 risalente alla seconda metà degli anni 2000.

Nel 2009 Breitling presenta il suo primo movimento di manifattura: si tratta del cronografo Breitling B01, che da quella data in poi troverà ampia applicazione nei vari orologi crono come Navitimer, Chronomat e Premier. Questo calibro torna all'utilizzo della ruota a colonne per gestire le funzioni cronografiche.
Nel 2011 nasce la linea Transocean.
Nel 2013 viene presentata la seconda generazione del Breitling Emergency, chiamata Emergency II.
Nel 2015 debutta un altro movimento di manifattura, stavolta solotempo, con la complicazione dell'ora mondiale: si tratta del Breitling B35. Sempre nel 2015 viene presentato l'Exospace, un orologio connesso con lo smartphone. Lo stesso anno, a Baselworld, viene presentata la nuova collezione Chronoliner: esteticamente si tratta sostanzialmente di un Navitimer con in più la funzionalità del secondo fuso orario e una ghiera bidirezionale con indicazione delle 24 ore.
Nel 2017 Georges Kern è diventato nuovo CEO di Breitling. Breitling ha poi dismesso la sua collaborazione con Bentley e con Jet Team, realizzando segnatempo vicini al mondo dell'automotive (Triumph, Shelby Cobra, Mustang, Corvette, Ford, Deus, Martini Racing) e al mondo del ciclismo (con cronografi dedicati a Fausto Coppi e Gino Bartali), tutti inseriti nella collezione Top Time.
Nel 2020 è stata presentata la nuova generazione del Breitling Chronomat, dotato del movimento di manifattura Breitling B01. Lo stesso anno è stato introdotto in collezione anche il cronografo Endurance Pro, con movimento al quarzo Breitling B82 (soprannominato SuperQuartz) termocompensato e certificato cronometro.
Nel 2024 l'azienda celebra i 140 anni dalla propria fondazione e festeggia l'anniversario presentando il nuovo calibro B19 (a distanza di quindici anni dal lancio del suo primo movimento di manifattura), un movimento di manifattura che integra le funzioni di cronografo e di calendario perpetuo. Inizialmente questo calibro viene incassato sul Navitimer, sul Super Chronomat e sul Premier Datora.
Nel 2025, in occasione del centenario dalla nascita dell'astronauta Scott Carpenter, Breitling ha lanciato un Navitimer Cosmonaute in platino con calibro manuale in edizione limitata in soli 50 esemplari.

## Movimenti base
|  | Movimento Breitling | Movimento Base |
|  | ------------------- | --- |
|  | B01                 | Primo calibro cronografico automatico di manifattura realizzato dalla Maison (2009) |
|  | B02                 | Breitling B01 (cronografo automatico con visualizzazione delle 24 ore sul quadrante principale) |
|  | B03                 | Breitling B01 (cronografo automatico rattrapante) |
|  | B04                 | Breitling B01 (cronografo automatico GMT) |
|  | B05                 | Breitling B01 (cronografo automatico con ore del mondo) |
|  | B06                 | Breitling B01 (cronografo con lancetta centrale che misura 30 secondi) |
|  | B09                 | Breitling B01 (cronografo carica manuale) |
|  | B10                 | ETA 2892-A2 (solotempo automatico con datario) |
|  | B11                 | Lemania 1873 (cronografo carica manuale) |

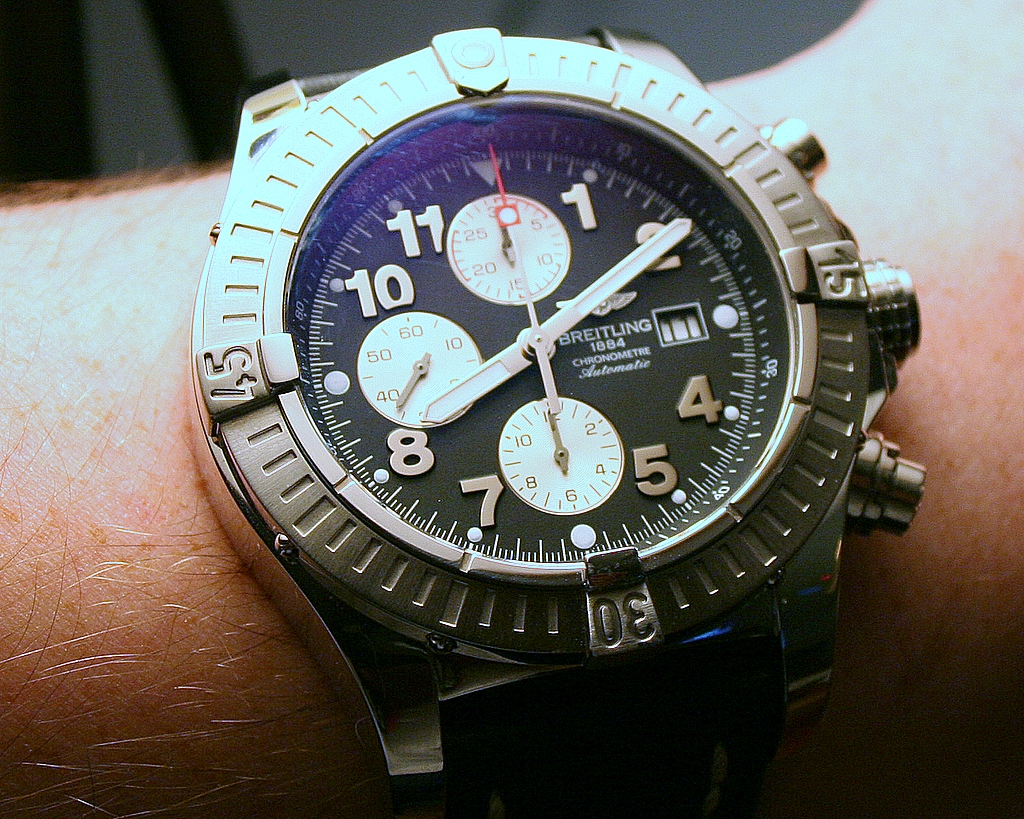
Breitling Super Avenger (48 mm)

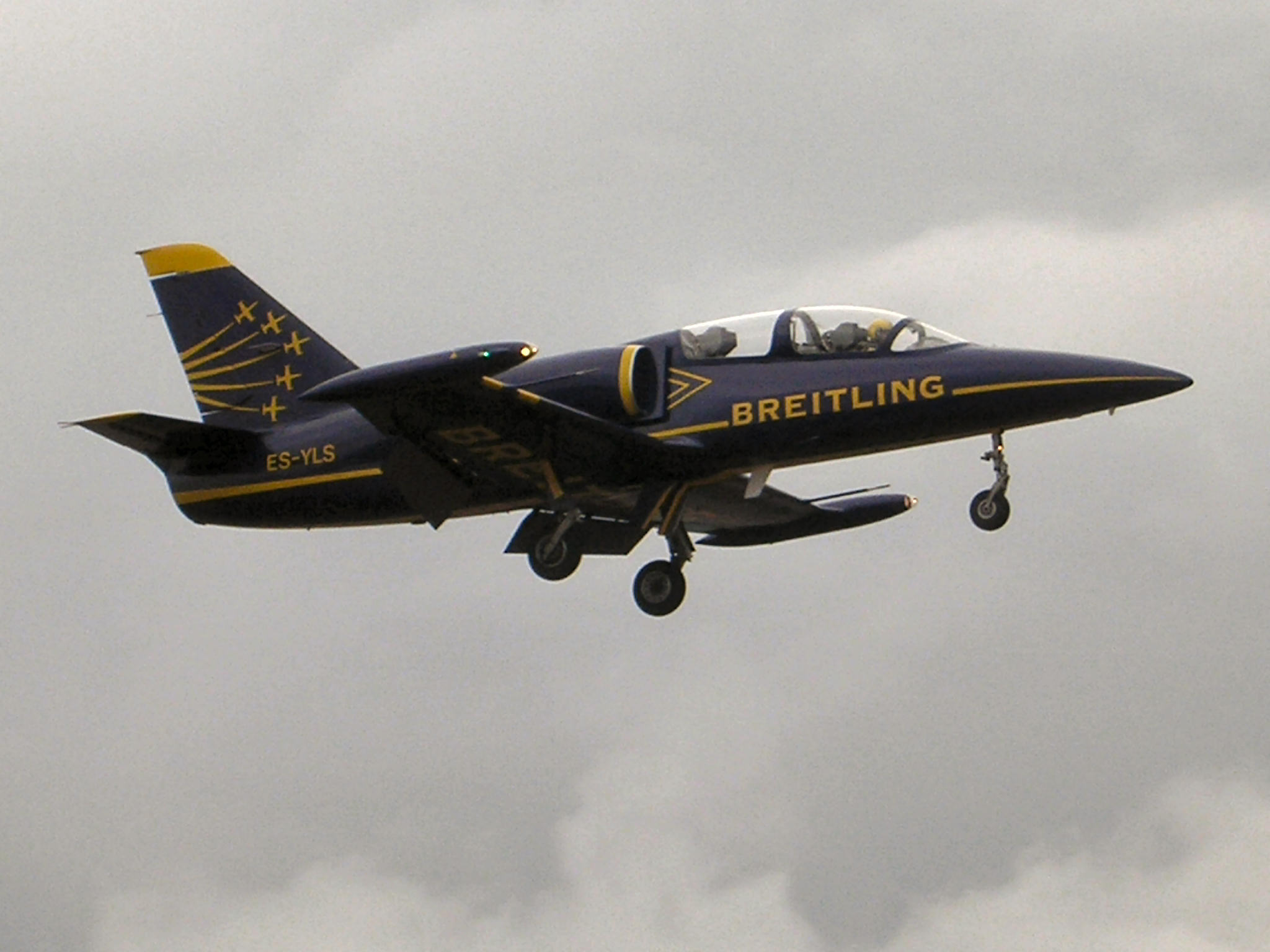
Un aereo del Breitling Jet Team.

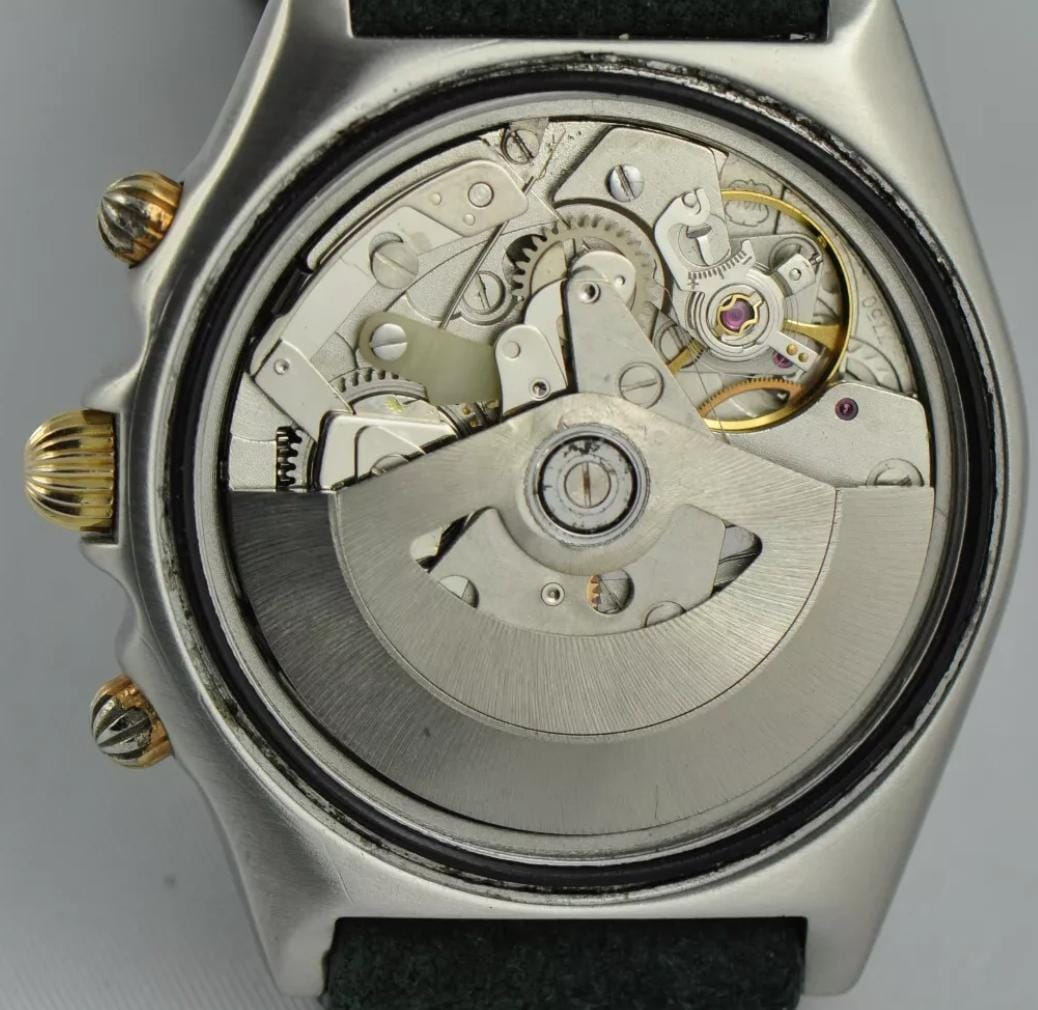
Calibro Valjoux 7750 (ribattezzato Breitling B13) montato su un Breitling Chronomat anni Novanta

|  | B12                 | Breitling B01 (cronografo automatico con lettura 24 ore) In passato (1990-2000 circa) base Lemania 1877 (cronografo carica manuale con lettura 24 ore)                                                                                |
|  | B13                 | Valjoux 7750 (cronografo automatico con datario) |
|  | B14                 | Cronografo carica manuale monopulsante con datario In passato (2005-2010 circa) ETA 2892-A2 |
|  | B15                 | Breitling B01 (cronografo carica manuale rattrapante) In passato (1990-1995 circa) ETA 2892-A2 (solotempo automatico GMT con datario e visualizzazione AM/PM)                                                                         |
|  | B16                 | ETA 2892-A2 (solotempo con gran data) |
|  | B17                 | ETA 2824-2 (solotempo) |
|  | B18                 | ETA 2892-A2 (cronografo modulare automatico con calendario perpetuo) |
|  | B19                 | Breitling B19, movimento di manifattura crono calendario perpetuo, prodotto a partire dal 2024. In passato (1998-2005 circa) il Breitling B19 era un crono modulare (base ETA 2892-A2) con complicazione del calendario quadriennale. |
|  | B20                 | Tudor MT 5612 fornito a Breitling in cambio della fornitura del Breitling B01 |
|  | B21                 | Valjoux 7751 (cronografo automatico con calendario completo) |
|  | B22                 | ETA 2892-A2 |
|  | B23                 | Valjoux 7753 (cronografo automatico con datario) |
|  | B24                 | Valjoux 7754 (cronografo automatico GMT) |
|  | B26                 | ETA 2892-A2 |
|  | B27                 | ETA 2892-A2 |
|  | B29                 | ETA 2892-A2 (cronografo calendario perpetuo) |
|  | B30                 | ETA 2892-A2 (cronografo automatico senza datario) |
|  | B32                 | ETA 2893-2 (cronografo automatico modulare GMT) |
|  | B33                 | ETA 2892-A2 (cronografo automatico modulare con calendario) |
|  | B34                 | Frédéric Piguet 1186 (cronografo automatico rattrapante) |
|  | B35                 | Primo calibro di manifattura non cronografo realizzato dalla Maison (2015) e che integra la complicazione dell'ora mondiale. In passato il Breitling B35 era un crono modulare (base ETA 2892-A2) con funzione flyback.               |
|  | B36                 | ETA 2892 |
|  | B37                 | ETA 2895-2 |
|  | B38                 | ETA 2892-A2 |
|  | B39                 | ETA 2892-A2 |
|  | B40                 | ETA 2892-A2 |
|  | B41                 | ETA 2892-A2 (cronografo automatico modulare) |
|  | B42                 | ETA 2892-A2 (cronografo automatico modulare) |
|  | B43                 | Valjoux 7758 (cronografo con datario e fasi lunari) |
|  | B44                 | ETA 2892 (cronografo automatico modulare con gran data) |
|  | B45                 | ETA 2834-2 (automatico day-date) |
|  | B48                 | Valjoux 7763 (cronografo manuale con datario) |
|  | B49                 | ETA 2896 (ETA 2892-A2 con grande data) |
|  | B50                 | Movimento al quarzo di manifattura Breitling SuperQuartz dotato di cronografo che misura 1/100 di secondo, funzione count-down, sveglie, contagiri, cronometro del tempo di volo e secondo fuso orario                                |
|  | B55                 | Movimento al quarzo di manifattura Breitling SuperQuartz dotato di cronografo che misura 1/100 di secondo con flyback e tachimetro elettronico                                                                                        |
|  | B56                 | ETA 988.332 (quarzo con doppio schermo digitale con calendario perpetuo, doppio fuso orario e cronografo) |
|  | B59                 | Miyota 3S10 (cronografo con datario e sveglia) |
|  | B60                 | Movimento al quarzo di manifattura Breitling con cronografo che misura il decimo di secondo e flyback |
|  | B68                 | ETA E20.331 al quarzo (cronografo con calendario perpetuo, doppio fuso orario e sveglia) |
|  | B69                 | Frédéric Piguet 1271 (cronografo rattrapante meca-quartz) |
|  | B70                 | Ronda 732 al quarzo |
|  | B73                 | ETA 251.264 al quarzo termocompensato (cronografo flyback multifunzione) |
|  | B76                 | ETA 988.352 al quarzo termocompensato con calendario perpetuo, cronografo e sveglia |
|  | B78                 | ETA E20.341 al quarzo termocompensato con calendario perpetuo, cronografo e sveglia |
|  | B82                 | Breitling B82 cronografo al quarzo certificato COSC |

## Modelli
| Collezione   | Modello                         |
| ------------ | ------------------------------- |
| Navitimer    | Navitimer                       |
| Navitimer    | Navitimer World                 |
| Navitimer    | Cosmonaute                      |
| Navitimer    | Montbrillant                    |
| Navitimer    | Montbrillant Légende            |
| Navitimer    | Montbrillant Olympus            |
| Navitimer    | Montbrillant Datora             |
| Navitimer    | Chrono-Matic 49                 |
| Navitimer    | Chrono-Matic 1461               |
| Navitimer    | Chrono-Matic QP                 |
| Windrider    | Chronomat B01                   |
| Windrider    | Chronomat                       |
| Windrider    | Cockpit                         |
| Windrider    | Chrono Cockpit                  |
| Windrider    | Cockpit Lady                    |
| Windrider    | Starliner                       |
| Windrider    | Blackbird                       |
| Professional | Emergency                       |
| Professional | Aerospace                       |
| Professional | Airwolf                         |
| Professional | Airwolf Raven                   |
| Professional | Skyracer                        |
| Professional | Skyracer Raven                  |
| Professional | Co-Pilot                        |
| Aeromarine   | Super Avenger                   |
| Aeromarine   | Avenger                         |
| Aeromarine   | Avenger Seawolf Chrono          |
| Aeromarine   | Avenger Seawolf                 |
| Aeromarine   | Avenger Seawolf Chrono          |
| Aeromarine   | Chrono Superocean               |
| Aeromarine   | Superocean                      |
| Aeromarine   | Superocean Steelfish            |
| Aeromarine   | Superocean Héritage Chronograph |
| Aeromarine   | Superocean Héritage 46          |
| Aeromarine   | Superocean Héritage 38          |
| Aeromarine   | Chrono Colt                     |
| Aeromarine   | Colt GMT                        |
| Aeromarine   | Colt GMT+                       |
| Aeromarine   | Colt Automatic                  |
| Aeromarine   | Colt Quartz                     |
| Aeromarine   | Colt Oceane                     |

## Sponsorizzazioni

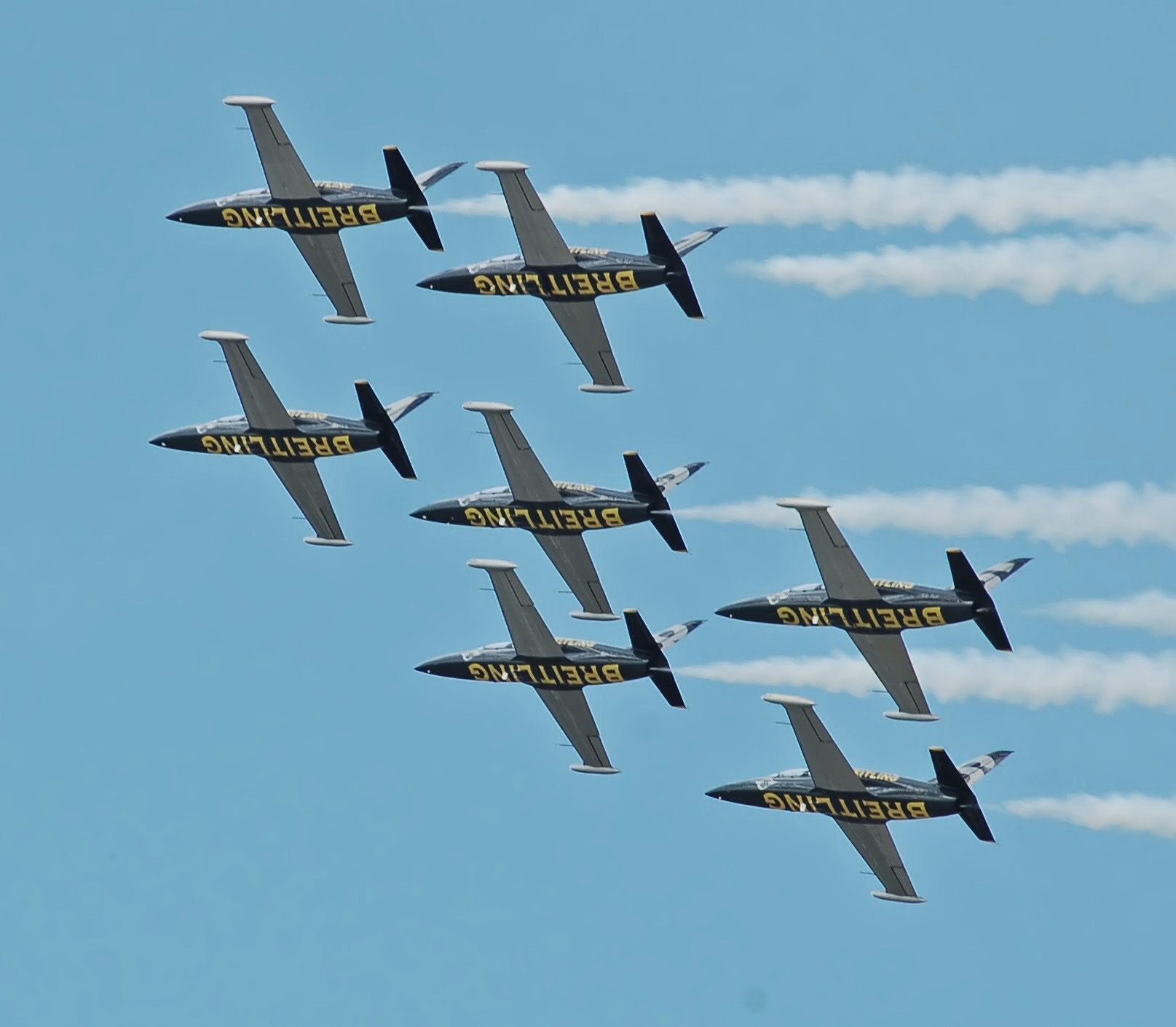
Gli Aero L-39 Albatros del Breitling Jet Team in volo al RIAT di Fairford, Inghilterra.

Breitling sponsorizza manifestazioni aeree tra cui la prima circumnavigazione del globo in aerostato (Breitling Orbiter) e i primi voli con jet pack ad ala fissa effettuati dall'inventore svizzero Yves Rossy.
Breitling finanzia anche squadre e singoli piloti nel volo acrobatico, come il Breitling Jet Team, i Breitling Wingwalkers e l'italiano Francesco Fornabaio.